# Clement Davies
Clement Davies est un homme politique britannique né le 19 février 1884 à Llanfyllin, au pays de Galles, et mort le 23 mars 1962 à Londres. Avocat de métier, il est le leader du Parti libéral de 1945 à 1956.

## Biographie
Après avoir étudié le droit au Trinity Hall de l'université de Cambridge, Clement Edward Davies est appelé au barreau en 1909 et devient conseiller du roi en 1923. Il est élu député du Montgomeryshire lors des élections générales de 1929 et conserve ce poste jusqu'à sa mort. Il devient le leader du Parti libéral après les élections de 1945, le détenteur de cette charge, Archibald Sinclair, ayant contre toute attente été battu dans sa circonscription de Caithness and Sutherland (en).
Durant la décennie où Clement Davies le dirige, le Parti libéral voit ses résultats électoraux se réduire comme peau de chagrin : 12 députés en 1945, 9 en 1950, 6 en 1951 et 1955. Lors de ces deux dernières élections, les libéraux recueillent moins de 750 000 voix, à peine 2,5 % des votes exprimés. Davies assure néanmoins la survie de son parti dans une période de polarisation accrue, notamment en refusant tout accord avec les conservateurs de Winston Churchill.
Davies abandonne la direction du Parti libéral en 1956. Victime de problèmes de santé liés à son alcoolisme, il décide qu'il ne se représentera pas à sa succession après les élections de 1959. Il meurt trois ans plus tard.